# Nothrus bicolor
Nothrus bicolor är en kvalsterart som beskrevs av Koch 1844. Nothrus bicolor ingår i släktet Nothrus och familjen Nothridae. Inga underarter finns listade i Catalogue of Life.